# Take Your Time
Take Your Time é o terceiro álbum de Scatman John, foi seu último lançamento, pois meses antes foi diagnosticado com câncer no pulmão, mesmo assim ele gravou e lançou o disco.
O álbum teve quatro singles lançados a partir dele. "Scatmambo" que foi usado no filme alemão, 'Love scenes from Planet Earth'. "The Song Chickadee" lançado no Japão, "Take Your Time" lançado na Europa e "Ichi Ni San....Go" também lançado na Europa.

## Faixas
| N.º | Título                                | Duração |  |
| 1.  | "Take Your Time"                      | 3:46    |  |
| 2.  | "Scatman's Dance"                     | 3:23    |  |
| 3.  | "The Chickadee Song"                  | 3:21    |  |
| 4.  | "Take Me Away"                        | 3:52    |  |
| 5.  | "Scat Me If You Can"                  | 3:58    |  |
| 6.  | "I Love Samba"                        | 3:42    |  |
| 7.  | "Sorry Seems to Be the Hardest World" | 4:56    |  |
| 8.  | "Ichi Ni San....Go"                   | 4:14    |  |
| 9.  | "Dream Again"                         | 3:53    |  |
| 10. | "Everyday"                            | 3:41    |  |
| 11. | "Night Train"                         | 3:16    |  |
| 12. | "Scatmambo"                           | 3:06    |  |